# Sonsoro
Sonsoro est un arrondissement situé dans le département de l'Alibori au Bénin. Il est placé sous juridiction administrative de la commune de Kandi.

## Histoire
Sonsoro devient officiellement un arrondissement le 27 mai 2013 après la délibération et l'adoption par l'assemblée nationale du Bénin en sa séance du 15 février 2013 de la loi n° 2013-O5 du 15/02/2013 portant création, organisation, attributions et fonctionnement des unités administratives  locales en République du Bénin.

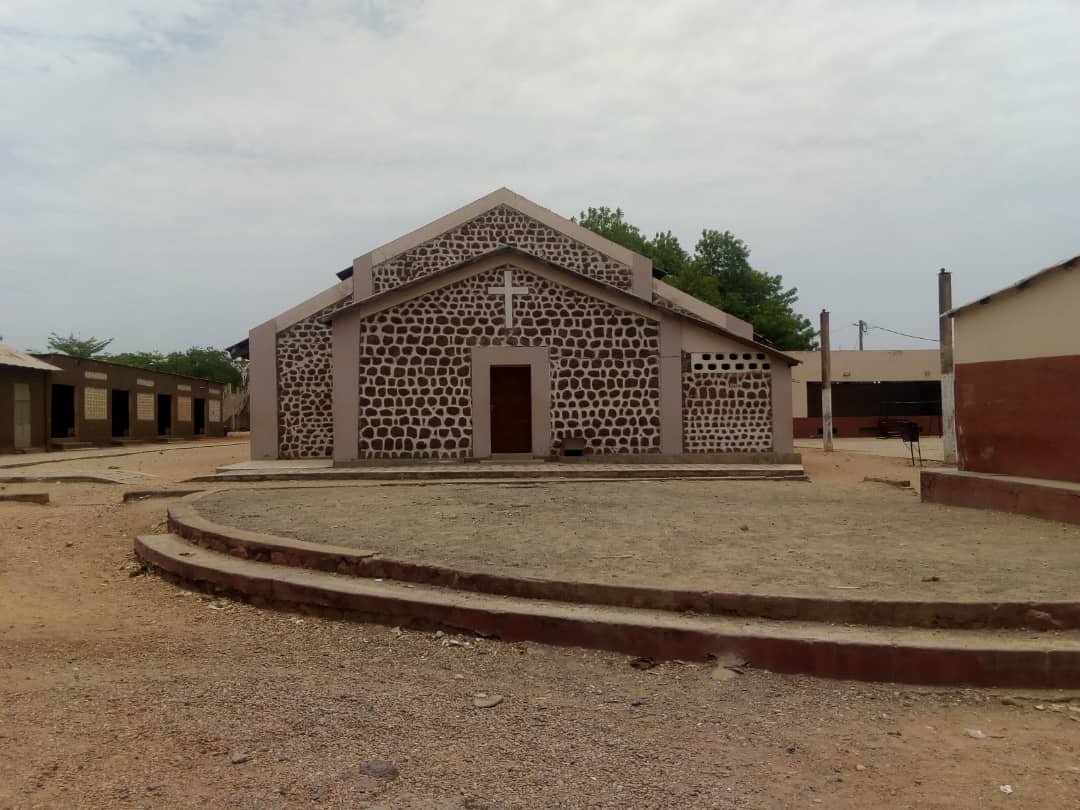
Cathédrale Notre dame du mont carmel de Kandi

## Administration
Sonsoro fait partie des dix arrondissements que compte la commune de Kandi. Dans l'arrondissement, on dénombre 06 villages : Alibori-Yankin, Pédigui, Sinawongourou, Sinawongourou-Peulh, Sonsoro et Sonsoro-Peulh,.

## Population
Selon le recensement général de la population et de l'habitation (RGPH4) de l'institut national de la statistique et de l'analyse économique (INSAE) au Bénin en 2013, la population de Sonsoro s'élève à 22920 habitants dont 11408 hommes et 11512 femmes.

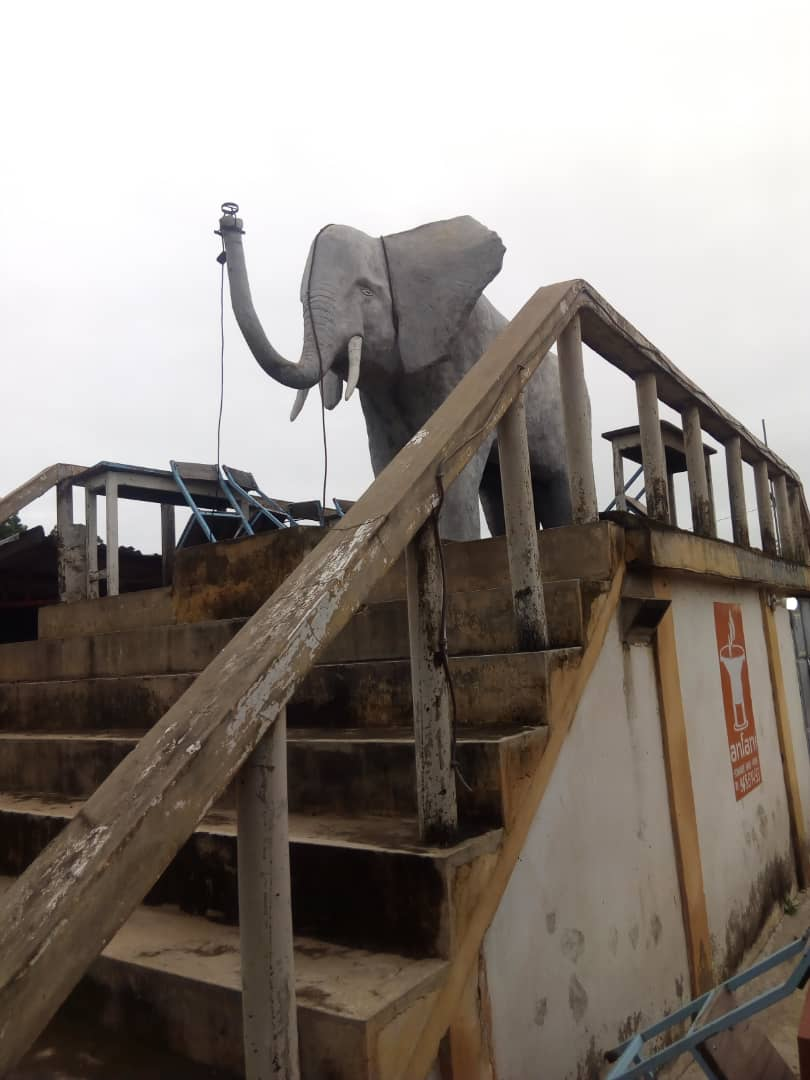
Place Éléphant (Place Ville Franche-sur-Saônne) Ville de Kandi, République du Bénin

## Galerie

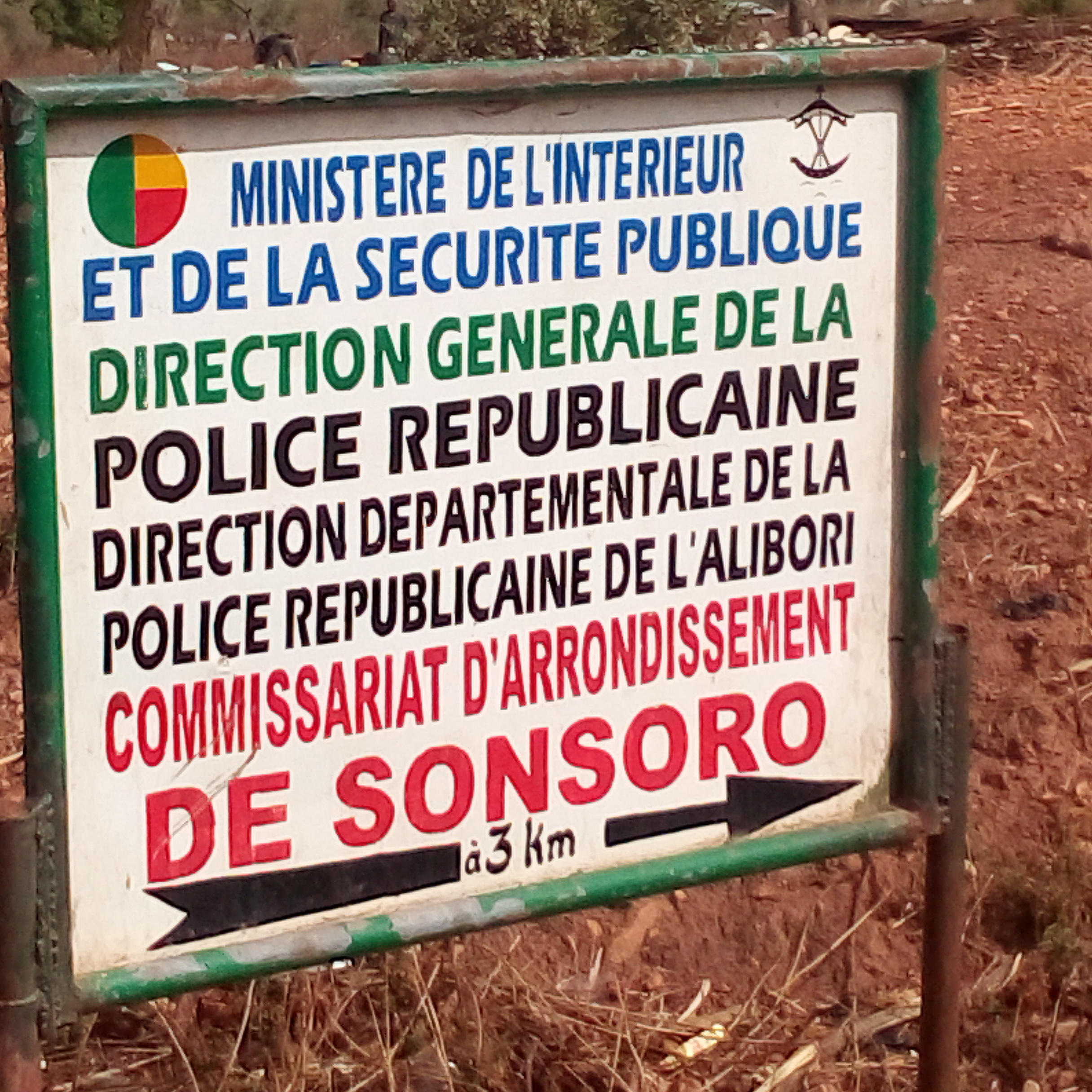
Panneau Police Républicaine de Sonsoro
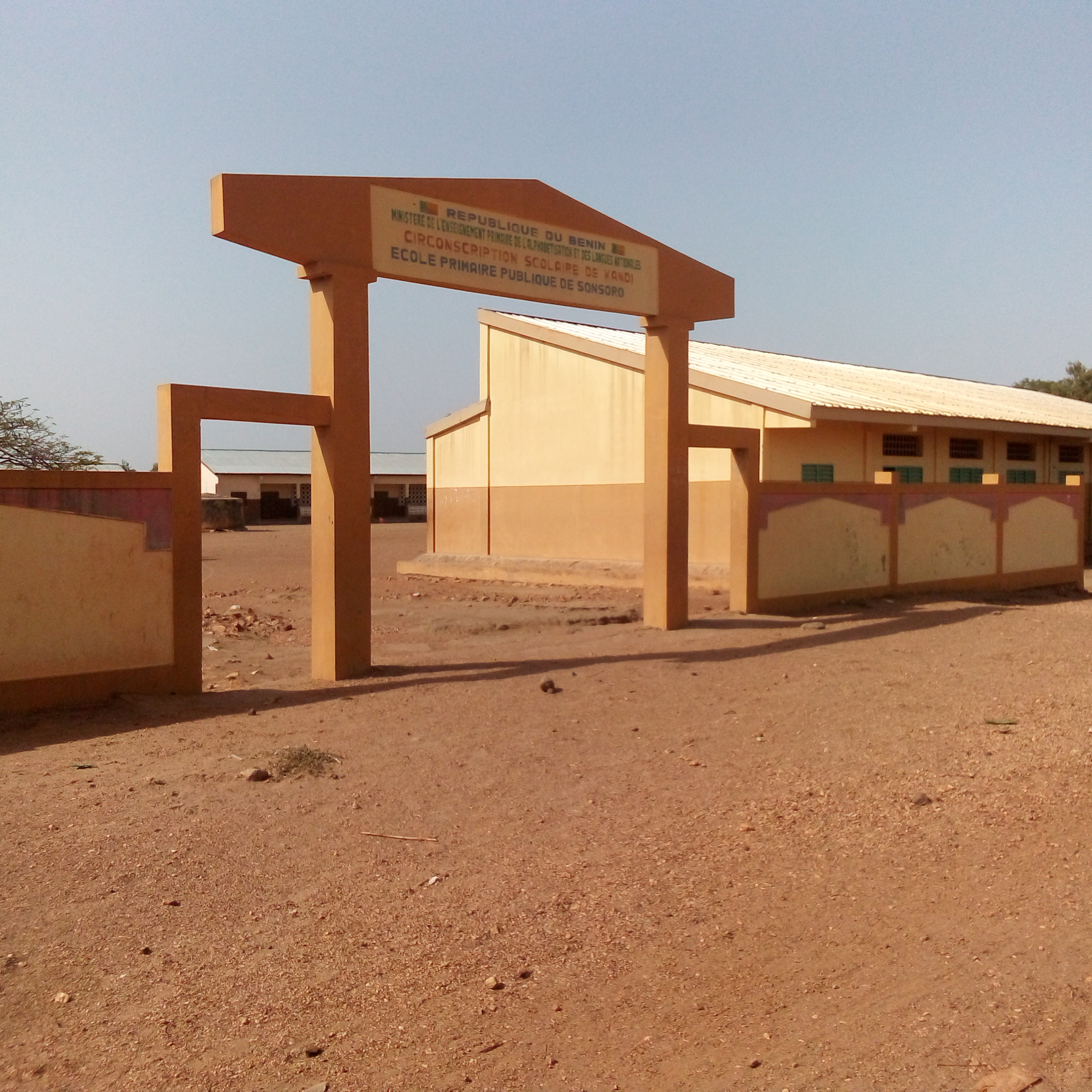
Entrée de l'école primaire publique de Sonsoro
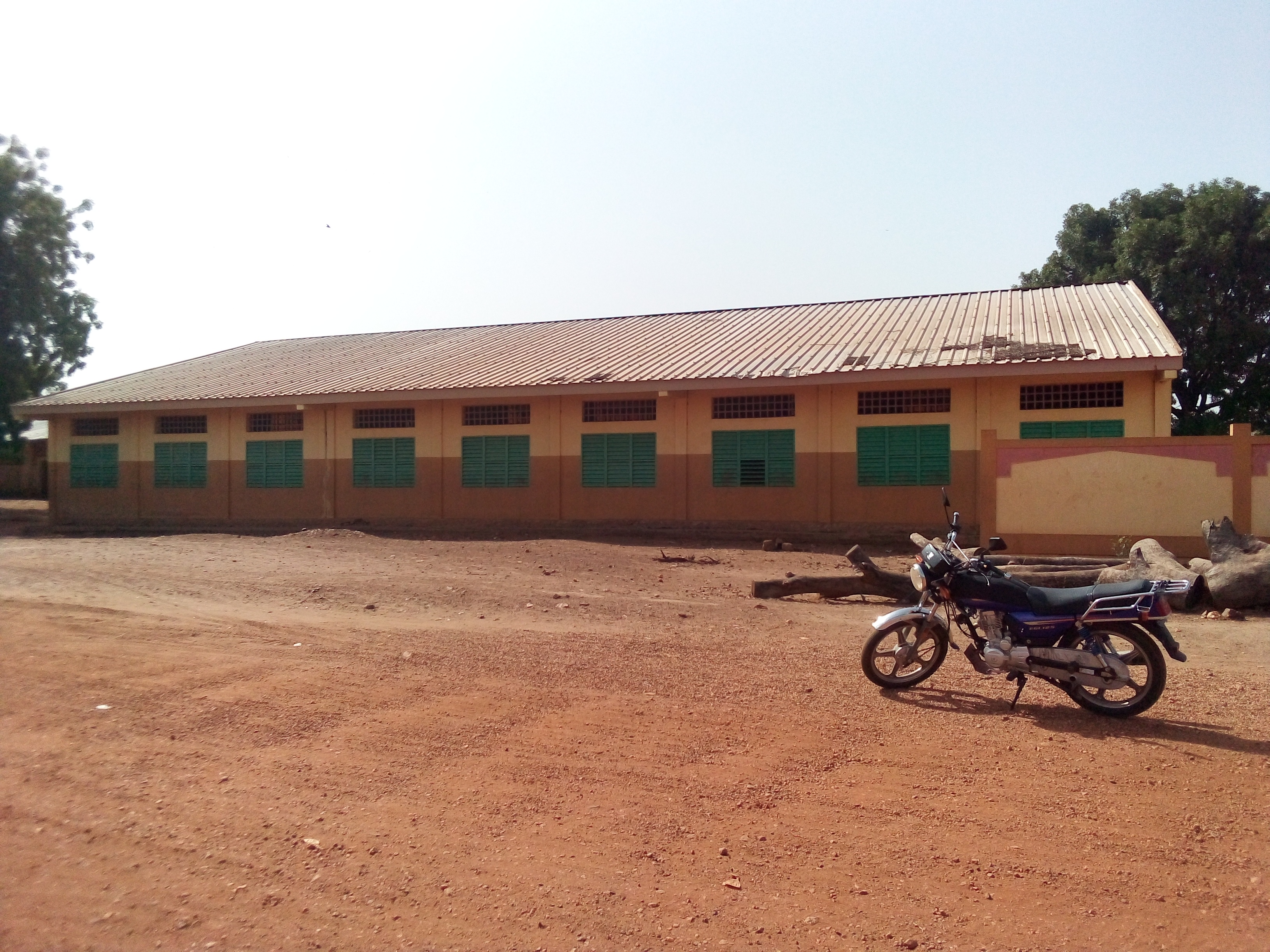
la cour de l'école primaire publique de Sonsoro
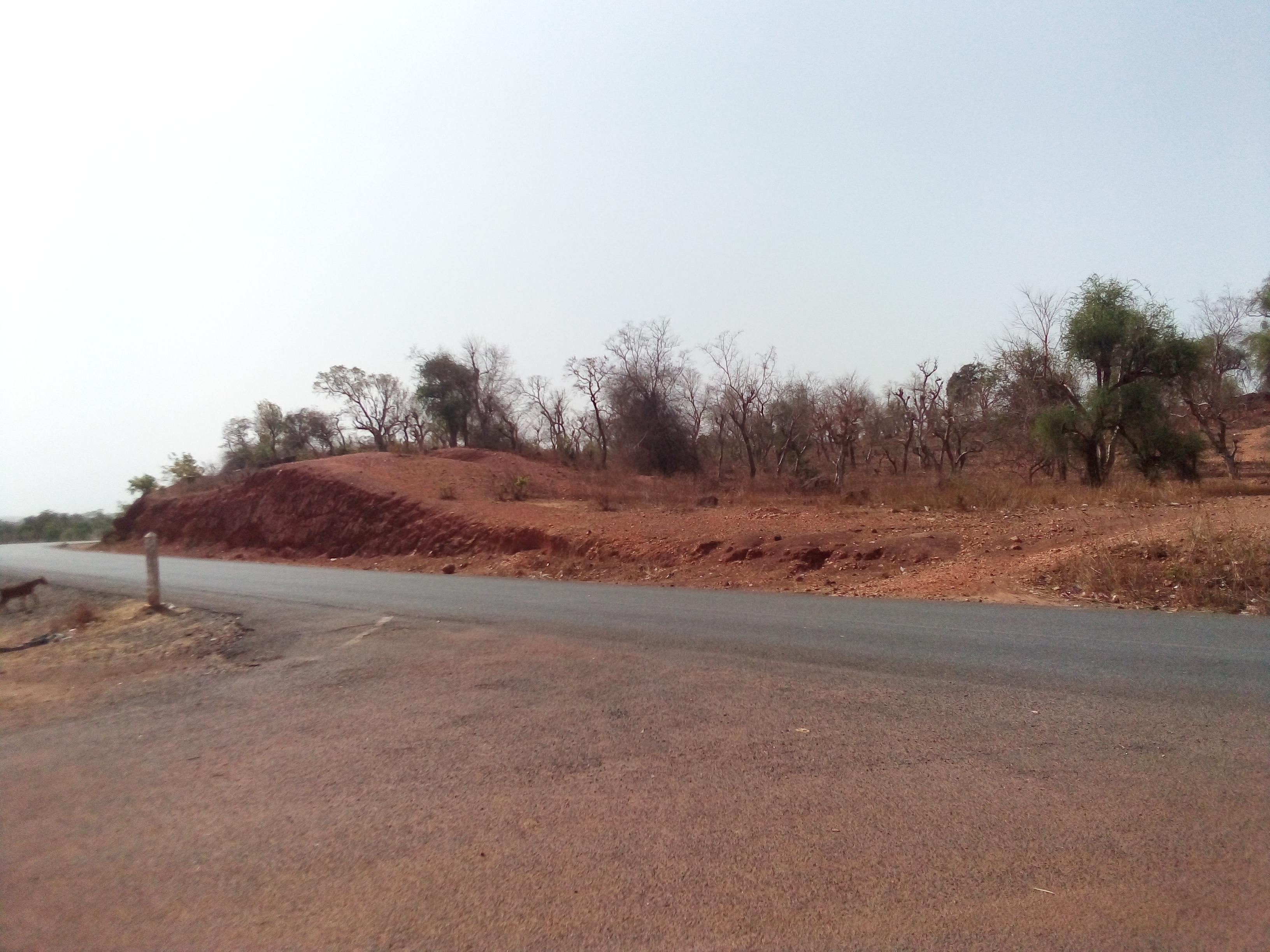
Route de Sonsoro vers Kandi ville
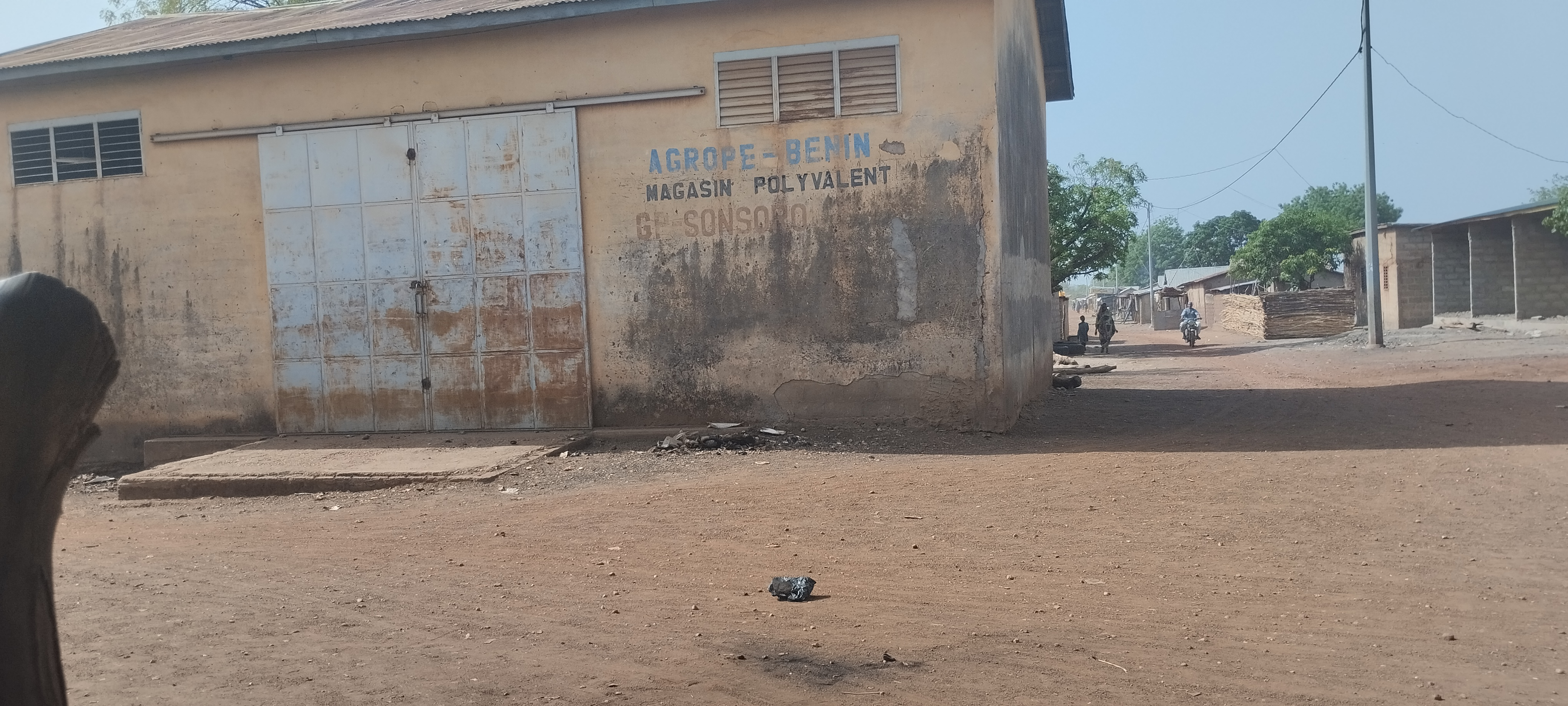
Magasin polyvalent de l'AGROPE-Bénin de Sonsoro